# Koberovice
Koberovice é uma comuna checa localizada na região de Vysočina, distrito de Pelhřimov.